# Jøkulkyrkja
Jøkulkyrkja Mountain (norw. Jøkulkyrkja)  – najwyższy szczyt Ziemi Królowej Maud w Antarktydzie Wschodniej, we wschodniej części Gór Mühliga-Hofmanna.

## Nazwa
Nazwa szczytu Jøkulkyrkja w dosłownym tłumaczeniu z języka norweskiego oznacza „lodowcowy kościół” .

## Geografia
Jøkulkyrkja Mountain leży we wschodniej części Gór Mühliga-Hofmanna na Ziemi Królowej Maud w Antarktydzie Wschodniej . Pokryty lodem szczyt wznosi się na wschód od lodowca Lunde Glacier, który leży pomiędzy Jøkulkyrkja a innym wysokim szczytem Håhellerskarvet . Wznosząc się na wysokość 3148 m n.p.m. jest to najwyższe wzniesienie na Ziemi Królowej Maud . Jego wysokość względna to 2965 m .

## Historia
Góra została oznaczona na mapie na podstawie zdjęć lotniczych z norweskiej wyprawy antarktycznej (norw. Den norske antarktisekspedisjonen) w latach 1956–1960 .
W latach 1993–1994 norweski przedsiębiorca Ivar Tollefsen (ur. 1961) poprowadził w region Orvin Mountains, Wohlthat Mountains i Gór Mühliga-Hofmanna ekspedycję wspinaczkową, podczas której dokonano pierwszych wejść na kilka szczytów, m.in. na Jøkulkyrkja Mountain, który zdobyto w 1994 roku .